# 稲田孝司
稲田 孝司（いなだ たかし、1943年 - ）は、日本の考古学者、岡山大学名誉教授。

## 経歴
大阪府生まれ。明治大学文学部史学地理学科卒業。1969年奈良国立文化財研究所技官、1976年文化庁調査官、1980年岡山大学助教授、教授、1990年「哺乳動物化石の産状と旧石器文化」で大阪大学文学博士。1996年岩宿文化賞受賞。2007年定年退官、名誉教授。

## 著書
- 遊動する旧石器人 先史日本を復元する（岩波書店 2001年）
- 稲田孝司 (2010年). 旧石器人の遊動と植民・恩原遺跡群. シリーズ「遺跡を学ぶ」. 新泉社. ISBN 9784787710352
- 日本とフランスの遺跡保護 考古学と法・行政・市民運動（岩波書店、2014年）

### 共編
- 古代史復元 1 旧石器人の生活と集団（編 講談社 1988年）
- 古代の日本 第4巻 中国・四国（八木充共編 角川書店 1992年）
- 講座日本の考古学 1-2 旧石器時代（佐藤宏之共編 青木書店 2010年）

## 参考
- ISBN 978-4-7877-1035-2